# Dolerus aeneus
Dolerus aeneus är en stekelart som beskrevs av Hartig 1837. Dolerus aeneus ingår i släktet Dolerus, och familjen bladsteklar. Arten är reproducerande i Sverige.